# Friedrich Carl Glaser

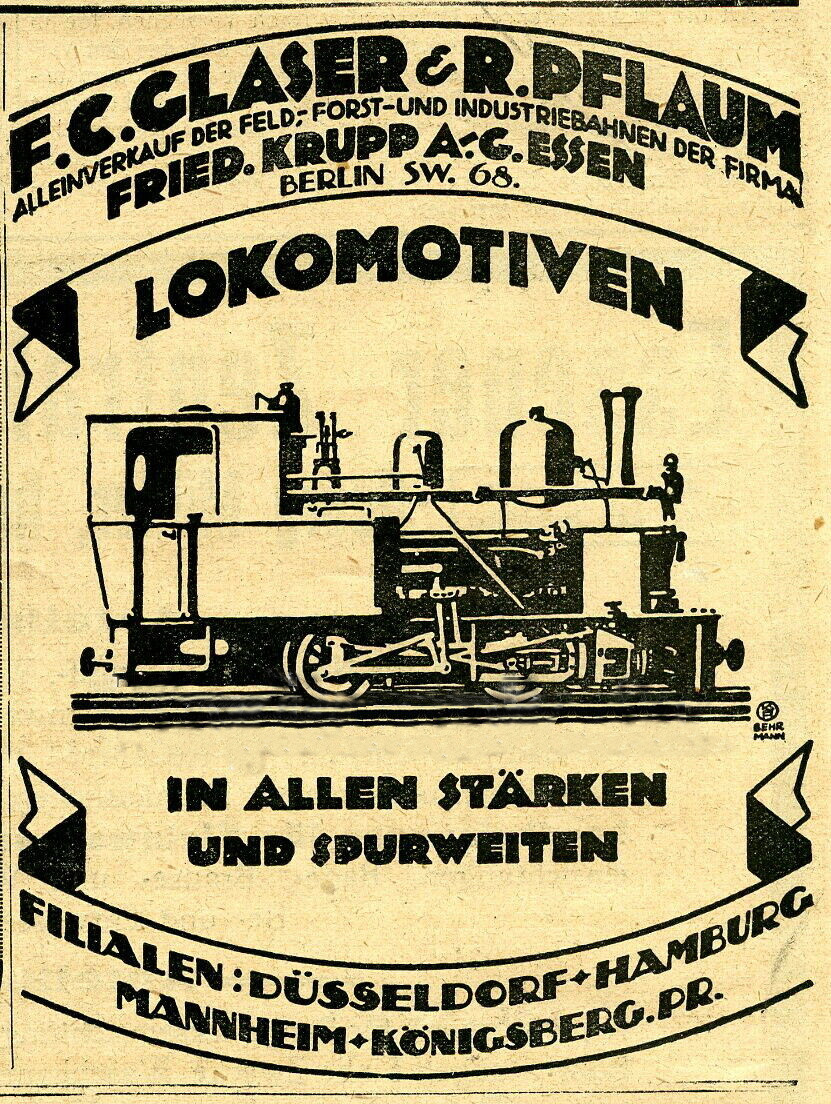
F. C. Glaser & R. Pflaum, Alleinverkauf der Feld-, Forst- und Industriebahnen der Firma Fried. Krupp AG, Berlin, 1921

Friedrich Carl Glaser (* 20. April 1843 in Neunkirchen/Saar; † 10. August 1910 in Berlin) war Herausgeber der Zeitschrift Annalen für Gewerbe und Bauwesen und Mitbegründer des Vereins Deutscher Maschinen-Ingenieure (heute Deutsche Maschinentechnische Gesellschaft).
Glaser besuchte die Kreisgewerbeschule in Kaiserslautern und studierte das Berg- und Hüttenfach in Leoben. Er war von 1861 bis 1869 im Abnahmedienst bei Chemin de Fer du Nord in Paris tätig und zeichnete sich 1870/1871 im Feldeisenbahndienst durch erfolgreiche Pionierarbeit aus.
1871 gründete er das Ingenieurbüro F. C. Glaser & R. Pflaum in Berlin, in dem er unter anderem Feld-, Forst- und Industriebahnen der Firma Friedrich Krupp vertrieb. Der Königliche Commissionsrat und Patentanwalt gründete am 1. Januar 1877 die Zeitschrift Annalen für Gewerbe und Bauwesen. Die ab 1922 Glasers Annalen genannte Zeitschrift, seit 1881 Organ des Vereins Deutscher Maschinen-Ingenieure und zu Ansehen und Bedeutung gelangt, baute Glaser 33 Jahre lang bis zu seinem Tode zielstrebig aus. 1890 erhielt er den Titel Geheimer Kommissionsrat.
Glaser ist zusammen mit seiner Frau und seinen fünf Kindern auf dem Friedhof Rothenberg in Marburg an der Lahn beerdigt. Sein Unternehmen vereinigte sich 1950 mit der R. Dolberg AG zu Dolberg Glaser & Pflaum, deren charakteristisches dreieckiges Firmenzeichen DG&P auch dann erhalten blieb, als Krupp 1960 das Unternehmen übernahm und unter dem Namen Krupp-Dolberg fortführte.